# General Lavalle (município)
General Lavalle (partido) é um partido (município) da província de Buenos Aires, na Argentina. Possuía, de acordo com estimativa de 2019, 4.389 habitantes.